# Knakworstrennen

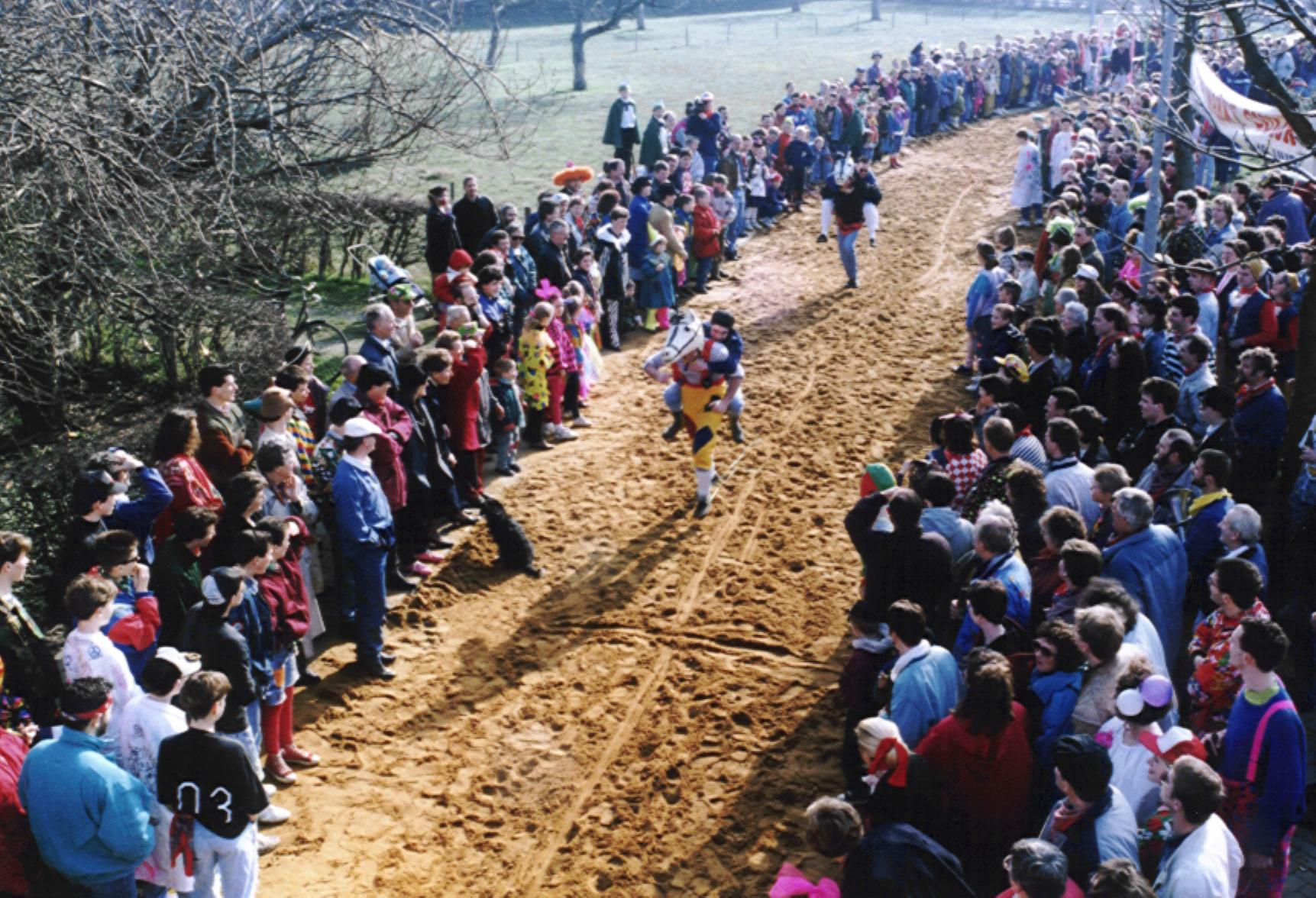
Knakworstrennen d.d. 1 maart 1992

Knakworstrennen is een carnavalsactiviteit die sinds 1985 wordt gehouden in het Nederlandse dorp Beugen, provincie Noord-Brabant. De activiteit staat ook wel bekend als "De knakworst" en kan gezien worden als een streekritueel. Sinds januari 2020 behoren de Knakworstrennen officieel tot immaterieel erfgoed in Nederland.

## Geschiedenis
De organisatie van de Knakworstrennen was in 1985 in handen van de Werkgroep Open Jeugwerk Beugen (WOJB). Het idee van De Knakworstrennen is afkomstig van Geert Jans (Beugen, 1964). Hij was in 1985 actief lid van de WOJB. De wedstrijd werd in beginsel gehouden voor Jeugdhuis Bougheim in Beugen. Het jeugdhuis, een voormalige oude jongensschool, werd echter begin 21e eeuw gesloopt om plaats te maken voor de nieuwe basisschool in het dorp, waarna de Knakworstrennen voortaan verreden werd bij de kerk en het naastgelegen café Het Posthuis. 
Rond de eeuwwisseling is de organisatie van "De Knakworst" over gegaan van de WOJB naar een zelfstandige stichting: de stichting Knakworstrennen. In 2017 gaf de huidige organisatie een speciaal boekwerk uit ter gelegenheid van de 33e editie. 
De Knakworst vindt één dag vóór de Boxmeerse Metworstrennen plaats. Vandaar dat de rennen in het dorp jaarlijks worden aangekondigd met de plagerige leuze "Knakworst daags vur de Metworst". Het Knakworstrennen vindt altijd plaats op carnavalszondag. 

## Wedstrijdverloop
Knakworstrennen is een wedstrijd waarbij het principe van "menspaardrijden" wordt toegepast. Het 'paard' is een mens die tijdens de rennen een paardenkop van papier-maché draagt en een ander - de ruiter - op de rug draagt. Voorwaarde voor deelname aan de wedstrijd is dat de ruiter in het dorp Beugen woont. De bedoeling is dat twee of drie koppels tegelijk starten vanachter een starthek, zoals dat ook bekend is bij paardenraces. Na het afleggen van een afstand van ongeveer 75 meter moeten paard en ruiter gezamenlijk over de eindstreep komen. Het parcours is belegd met rul zand om verwondingen te voorkomen en tevens te zorgen voor kolderieke valpartijen. De winnaar van een manche is degene die als eerste over de streep komt.
De race wordt gehouden over meerdere manches (afvalraces) totdat uiteindelijk één winnaar overblijft. De ruiter wordt gekroond tot Knakworstkoning(in) voor een periode van een jaar. Verder ontvangt de winnaar een krans die is opgebouwd uit meerdere meters knakworst. De knakworsten waaruit de krans bestaat worden na afloop van de race gekookt in een grote pan en uitgedeeld aan het publiek.

## Knakworstkoning(inn)en in de periode 1985 tot heden[2]
Onderstaande lijst geeft de ruiters weer, met tussen haakjes het menspaard.
- 2025: Frej Goossens (Dennis Kapteijns)
- 2024: Sem Willems (Stijn Gerrits)
- 2023: Quinten Swaan (Camiel Smits)
- 2022: Ramon Smits (Kay Gerrits)
- 2021: Geen rennen in verband met de COVID-19-pandemie
- 2020: Jasper Schiks (Stan Groothusen)
- 2019: Jasper Schiks (Stan Groothusen)
- 2018: Manon Gerrits (Jelle Boumans)
- 2017: Bryan Jochijms (Pim Verberkt)
- 2016: Dex Pouwels (Jelle Boumans)
- 2015: Dex Pouwels (Jelle Boumans)
- 2014: Tessa Brand (Bas Bastiaans)
- 2013: Anouk Robben (Paul Hendriks)
- 2012: Anouk Robben (Paul Hendriks)
- 2011: Janneke de Graaf (Joost Peeters)
- 2010: Maarten Wouters (Luc Fransen)
- 2009: Sanne Robben (Paul Hendriks)
- 2008: Sanne Robben (Paul Hendriks)
- 2007: Fleur ten Haaf (Joost Peeters)
- 2006: Fleur ten Haaf (Joost Peeters)
- 2005: Mariska Janssen (Arno Gerrits)
- 2004: Marijke Heiming (Joost Peeters)
- 2003: Willem Slaats (Marcel Heiming)
- 2002: Imke van der Vliet (Robert Verdijk)
- 2001: Willem Slaats (Marcel Heiming)
- 2000: Debora Daanen (Louk van der Vliet)
- 1999: Thijn Daanen (Marco Groot)
- 1998: Trudy Fransen (Louk van der Vliet)
- 1997: Trudy Fransen (Louk van der Vliet)
- 1996: Thijn Daanen (Willem van den Berg)
- 1995: Ferry Jacobs (Casper Wisznievski)
- 1994: Heleen Weerepas (Jos Weerepas)
- 1993: Jolanda Verhoeven (Leo Kocken)
- 1992: Coos Wisznievski (Jan van den Heuvel)
- 1991: Liesbeth Jenniskens (Berry van Tits)
- 1990: Coos Wisznievski (Jan van den Heuvel)
- 1989: Coos Wisznievski (Jan van den Heuvel)
- 1988: Erik Weren (Berry van Tits)
- 1987: Erik Weren (Berry van Tits)
- 1986: Mari van den Berg (Peter Bindels)
- 1985: Mari van den Berg (Peter Bindels)

## Trivia
- Op zondag 2 maart 2025, op de dag van de 40e editie van de Beugense Knakworstrennen, overleed de voorzitter van de stichting Knakworstrennen Beugen, Tim Greven, net iets meer dan 1 jaar in functie, aan de gevolgen van een herseninfarct een dag eerder. In goed overleg met de familie Greven vond de wedstrijd doorgang, omdat dit "in de geest van Tim was".
- Op zondag 27 febr. 2022 vielen tijdens de 37e editie 5 gewonden in het publiek toen een windvlaag vat kreeg op een spandoek dat tussen 2 steigertorens was gespannen. Tussen de torens zat een loopbrug waarop 2 mensen van de knakworstorganisatie stonden. Deze 2 kwamen met de schrik vrij toen ze in de val van de torens van de loopbrug konden springen en in het rulle zand van het wedstrijdparcours terecht kwamen. 2 Vrouwelijke bezoekers liepen een lichte hersenschudding c.q. hoofdwond op en mochten na een kort verblijft in het ziekenhuis nog dezelfde dag naar huis. Nadat de wedstrijd een aantal uren stil had gelegen, werd in overleg met de gewonde mensen besloten de wedstrijd voor te zetten.